# Zeria serraticornis
Espèce
Synonymes
- Solpuga serraticornis Purcell, 1899

Zeria serraticornis est une espèce de solifuges de la famille des Solpugidae.

## Distribution
Cette espèce se rencontre en Afrique du Sud, au Mozambique, au Zimbabwe, au Congo-Kinshasa et en Éthiopie.

## Description
Le mâle décrit par  en mesure 40 mm et la femelle 58 mm.

## Publication originale
- Purcell, 1899 : New and little known South African Solifugae in the collection of the South African Museum. Annals of the South African Museum, vol. 1, p. 381-432 (texte intégral).